# Fabián López
Fabián Sergio López (Buenos Aires, 12 aprile 1962) è un allenatore di calcio a 5 argentino.

## Carriera

### Club
Come giocatore ha militato nella squadra argentina del Boca Juniors collezionando due titoli nazionali (1992 e 1993) e nello stesso tempo fungendo da professore nella scuola tecnica della medesima società sudamericana. Il passaggio come allenatore nel 1994 al Club Atlético Ferrocarril Oeste gli permette di ottenere i primi successi come la promozione in seconda divisione nel 1995. Chiamato come direttore tecnico del Club Atlético River Plate colleziona un secondo posto nel torneo clausura 1997 ed ottiene il patentino A1 come allenatore, rilasciato dalla Secretaría de Deportes de la Nación Argentina.
Nel 1999 passa come direttore tecnico e coordinatore al Club Social y Deportivo Franja de Oro in cui rimane fino a dicembre 2001 vincendo un campionato, una coppa dei campioni e collezionando 3 secondi posti, ottenendo nel frattempo il patentino come allenatore nazionale di futsal rilasciato dalla Asociación de Técnicos de Fútbol Argentino. La stagione 2002-03 riserva al tecnico sudamericano la panchina del FAS Pescara che porta alla terza piazza in stagione regolare e l'anno dopo addirittura al secondo posto. 
Nel 2004 frequenta il corso a Coverciano e consegue l'abilitazione ad allenatore di calcio a 5 di primo livello.
I veneti dell'Arzignano lo ingaggiano per la stagione 2005-06, in cui il tecnico guiderà i biancorossi ad un insperato scudetto soprattutto per l'avvio di stagione balbettante, il rinnovo della fiducia al tecnico argentino è valso alla società veneta una supercoppa nazionale e la qualificazione al turno élite di Coppa UEFA per la stagione 2006-07. A novembre,  dopo la parentesi del 17 agosto con la squadra argentina, torna in Italia nella BPP Verona.

### Nazionale
Dal 1994 al 2010 López è stato il vice allenatore di Fernando Larrañaga, commissario tecnico della Nazionale di calcio a 5 dell'Argentina, che ha sostituito ad interim in occasione della Coppa del Mondo 2008.

## Palmarès

### Giocatore
- Campionato argentino: 2
Boca Juniors: 1991, 1992

### Allenatore
- Campionato argentino: 1
Franja de Oro: Apertura 2001.
- Coppa Benito Pujol: 1
Franja de Oro: 2001.
- Campionato italiano: 1
Arzignano: 2005-06
- Supercoppa italiana: 1
Arzignano: 2006